# Nicholas Okoh
Nicholas Dikeriehi Orogodo Okoh (* 10. listopadu 1952, Owa-Alero) je nigerijský anglikánský duchovní, emeritní arcibiskup provincie Abuja a primas Nigerijské církve.
Předtím, než začal plnoúvazkově pracovat v rámci duchovní služby, věnoval se obchodu a službě v armádě, kde dosáhl hodnosti podplukovníka.
Roku 2001 přijal biskupské svěcení. Roku 2005 se stal arcibiskupem Bendelské církevní provincie a roku 2009 byl zvolen arcibiskupem provincie Abuja a primasem Nigerijské církve; úřadu se ujal o rok později a vykonával jej do března 2020.
Arcibiskup je znám konzervativními postoji v záležitostech sexuální etiky a rezervovaným postojem vůči islámu.